# Panajótisz Jeraszímu
Panajótisz Jeraszímu (görög: Παναγιώτης Γερασίμου) (1963. november 17. –) Ciprus nemzetközi labdarúgó-játékvezető.

## Pályafutása

### Nemzeti kupamérkőzések
Vezetett Kupa-döntők száma: 1.

#### Ciprusi-kupa
| Időpont         | Helyszín             | Mérkőzés típusa | Mérkőzés                                     | Eredmény | Nézők száma |
| --------------- | -------------------- | --------------- | -------------------------------------------- | -------- | ----------- |
| 2007. május 12. | GSP Stadion, Nicosia | döntő           | Anórthoszi Ammohósztu–ASZ Omónia Lefkoszíasz | 3 – 2    | 21 030      |

### Nemzetközi játékvezetés
A Ciprusi labdarúgó-szövetség Játékvezető Bizottsága (JB) terjesztette fel nemzetközi játékvezetőnek, a Nemzetközi Labdarúgó-szövetség (FIFA) 2002-től tartotta nyilván bírói keretében. Több nemzetek közötti válogatott és klubmérkőzést vezetett. Az aktív nemzetközi játékvezetéstől 2007-ben  búcsúzott. Válogatott mérkőzéseinek száma: 5

## Magyar vonatkozás
| Időpont           | Helyszín                           | Mérkőzés típusa              | Mérkőzés                  | Eredmény | Nézők száma |
| ----------------- | ---------------------------------- | ---------------------------- | ------------------------- | -------- | ----------- |
| 2004. február 18. | Pafiako Stadion, Páfosz            | felkészülési (779. mérkőzés) | Magyarország–Örményország | 2 – 0    | 300         |
| 2007. február 6.  | Tsirion Athletic Stadion, Limassol | felkészülési (815. mérkőzés) | Ciprus–Magyarország       | 0 – 3    | 200         |